# Zbigniew Kopeć
Zbigniew Józef Kopeć – polski historyk literatury, profesor doktor habilitowany Uniwersytetu Adama Mickiewicza. Pełni funkcję dyrektora Instytutu Filologii Polskiej UAM.
Rozprawę doktorską pt. Mitotwórstwo i mitoburstwo Jerzego Andrzejewskiego obronił w 1998 roku, promotorką pracy była Janina Abramowska. Habilitację uzyskał w 2011 roku na podstawie publikacji Niepokorni. Brudni. Źli. Ludzie marginesu w prozie polskiej XX wieku.
W swojej pracy naukowej uwagę poświęca szczególnie literaturze dwudziestolecia międzywojennego i współczesnej, a także kulturze europejskiej. 

## Wybrane publikacje
- 1999 – Jerzy Andrzejewski
- 2003 – Ulotność i trwanie: studia z tematologii i historii literatury (współredaktor)
- 2010 – Niepokorni, brudni, źli: ludzie marginesu w prozie polskiej XX wieku
- 2011 – Elementy do portretu: szkice o twórczości Aleksandra Wata (współredaktor)
- 2014 – Przechadzki po polskiej literaturze najnowszej (współredaktor); Obraz Rosji w literaturze polskiej XX wieku (współredaktor)
- 2015 – Zabójstwo dziecka w literaturze i kulturze europejskiej (współredaktor)